# Om niet
De woordgroep om niet (vroeger uit weldadigheid, in België uit vrijgevigheid) is een term uit het verbintenissenrecht waarmee bedoeld wordt dat bij een verbintenis geen tegenprestatie bedongen is. De term is afkomstig uit het Napoleontische recht.
Een verbintenis om niet zal meestal ontstaan uit een eenzijdige overeenkomst, bijvoorbeeld een schenking. Het kan ook gaan om een bruikleen, een renteloze geldlening of om het in bewaring nemen van goederen of huisdieren voor iemand die er tijdelijk niet voor kan zorgen. Zulke verbintenissen komen veel voor tussen mensen die een persoonlijke band hebben, zoals familieleden of buren, maar er kunnen ook andere redenen voor zijn, zoals bij een kunstschenking of een donatie aan een ‘goed doel’.
Ook als zo’n afspraak een informeel karakter heeft en niet schriftelijk wordt vastgelegd, is deze juridisch gezien wel degelijk bindend: de bruiklener of bewaringnemer moet het ding of dier op enig moment weer in goede toestand teruggeven. Ook vrijwilligerswerk is in beginsel om niet, al krijgt een vrijwilliger soms wel een vrijwilligersvergoeding en niet-financiële beloningen.
Tegenover de verbintenis om niet staat de overeenkomst ‘om baat’ (vroeger ‘onder onereusen titel’ (van het Franse à titre onéreux), thans ook ‘onder bezwarende titel’ of ‘commutatief’), waarbij beide partijen zich verplichten om elkaar een tegenprestatie te leveren. Als er wel een tegenprestatie is, maar niet financieel, dan werkt men ‘met gesloten beurzen’. Beide partijen doen dan iets voor de ander zonder er geld voor te verlangen, met de aanname dat het voordeel voor beiden ongeveer even groot is.
Wat ook voorkomt is het betalen van een symbolisch bedrag. Zo wordt soms een bedrijf of gebouw verkocht voor een bedrag van 1 euro. Dit is zo laag dat het ‘symbolisch’ heet in vergelijking met normale prijzen. Het wordt bijvoorbeeld gedaan bij verliesgevende bedrijven of vervallen panden, in de verwachting dat de nieuwe eigenaar het bedrijf weer zal oppeppen of het pand zal opknappen. Door de betaling van het symbolische bedrag is het formeel een verkoop en geen levering om niet, maar bij zulke transacties tussen particulieren zal de belastingdienst het in het algemeen toch als schenking opvatten.